# Avenue Flachat
L'avenue Flachat est une voie de communication située à Asnières-sur-Seine.

## Situation et accès

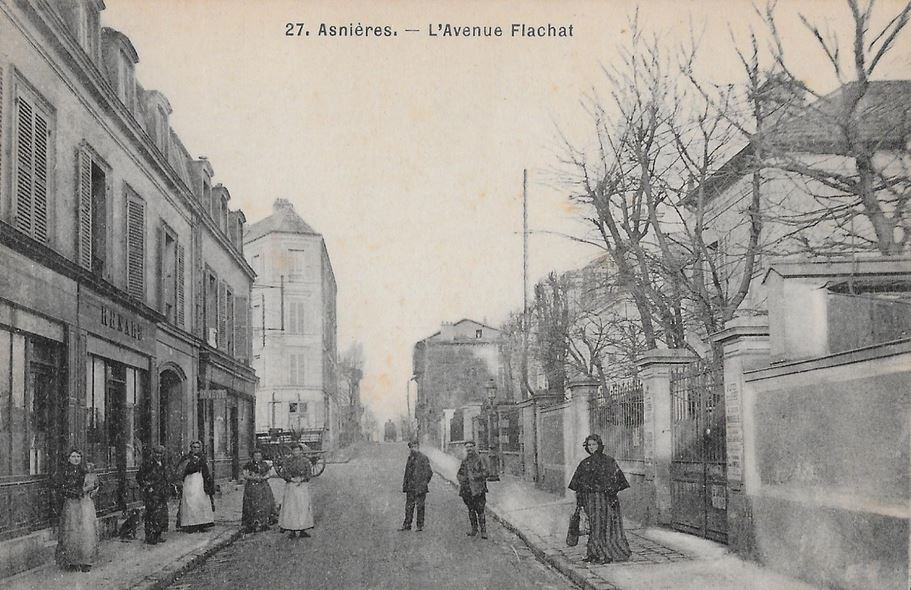
Avenue Flachat à la rue Parmentier.

Cette voie de circulation qui traverse un quartier résidentiel commence à l'intersection de l'avenue Max-de-Nansouty et de la rue Parmentier. Elle suit la courbe de la Ligne de Paris-Saint-Lazare à Ermont - Eaubonne. Une passerelle piétonne permet de franchir cette ligne pour atteindre l'avenue Henri-Barbusse et la rue de Nanterre.
Elle rejoint ensuite la ligne de Paris-Saint-Lazare à Saint-Germain-en-Laye au croisement avec l'avenue de la Lauzière. Elle se termine à l'avenue de la Marne.
La desserte la plus proche se fait par la gare d'Asnières-sur-Seine pour la partie sud, et la gare de Bois-Colombes pour le nord.

## Origine du nom

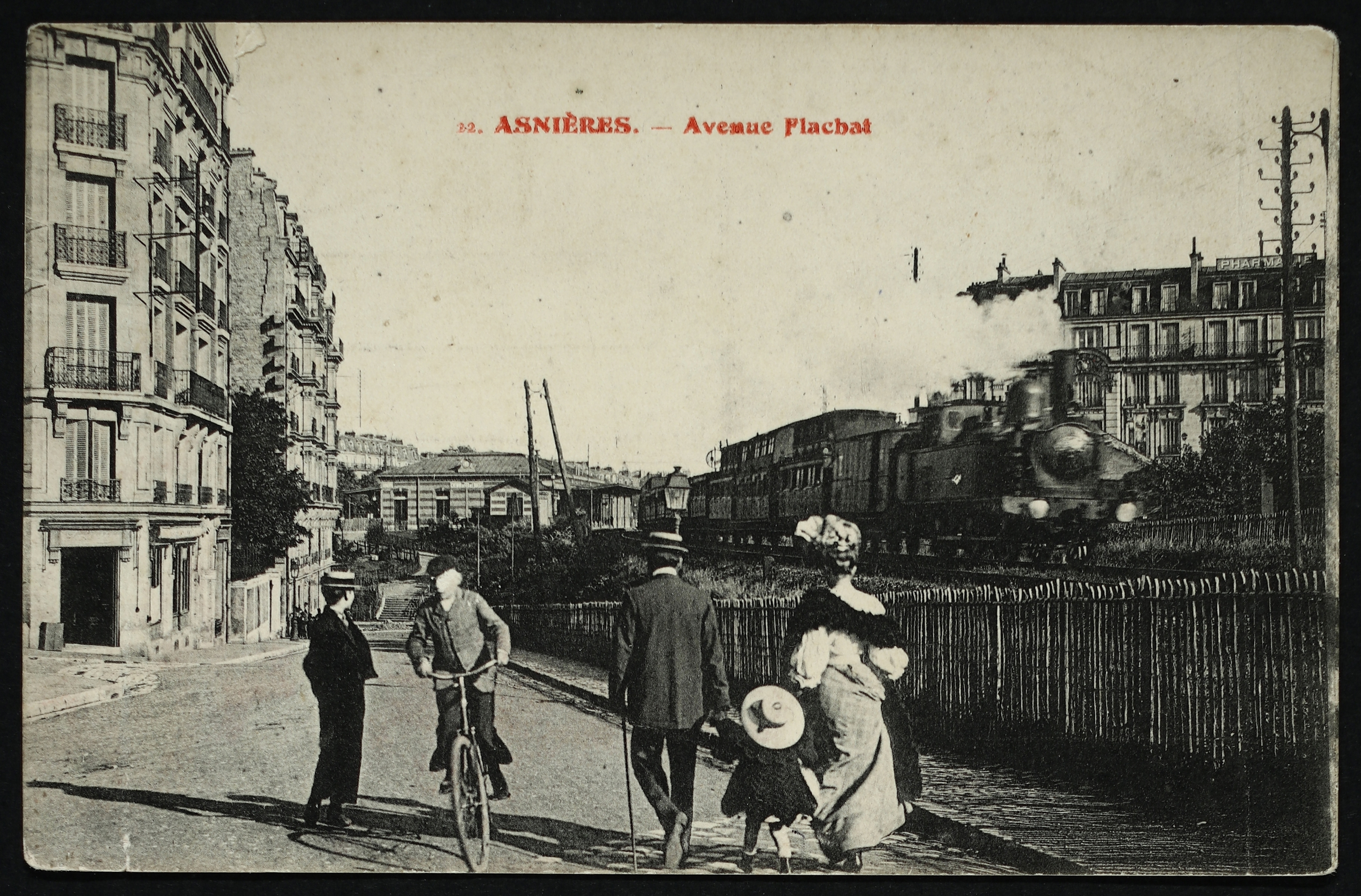
L'avenue Flachat vers 1910.

Cette avenue et le quartier Flachat portent le nom de l'ingénieur Eugène Flachat. Il collabora aux études de la ligne de Paris-Saint-Lazare à Saint-Germain-en-Laye, première ligne ferroviaire française destinée au trafic de voyageurs, et qui passe à cet endroit.

## Bâtiments remarquables et lieux de mémoire
- Au no 2, un immeuble datant de 1895 par l’architecte Alfred Léonard pour Vital Pouget, propriétaire du parc Voyer-d'Argenson, et son associé Damien[5].